# Псари (Свентокшиське воєводство)
Псари (пол. Psary) — село в Польщі, у гміні Сецемін Влощовського повіту Свентокшиського воєводства.
Населення — 401 особа (2011).
У 1975-1998 роках село належало до Ченстоховського воєводства.

## Демографія
Демографічна структура на день 31 березня 2011 року:
|          | Загалом | Допрацездатний вік | Працездатний вік | Постпрацездатний вік |
| -------- | ------- | ------------------ | ---------------- | -------------------- |
| Чоловіки | 188     | 25                 | 131              | 32                   |
| Жінки    | 213     | 39                 | 96               | 78                   |
| Разом    | 401     | 64                 | 227              | 110                  |